# سیارک ۱۸۱۷
سیارک ۱۸۱۷ (به انگلیسی: 1817 Katanga، نامگذاری:1939MB) هزارو هشتصد و هفدهمین سیارک کشف شده‌است که در ۲۰ ژوئن ۱۹۳۹ کشف شد.
قدر مطلق سیارک برابر ۱۱٫۸۰ است.